# Policia Foral

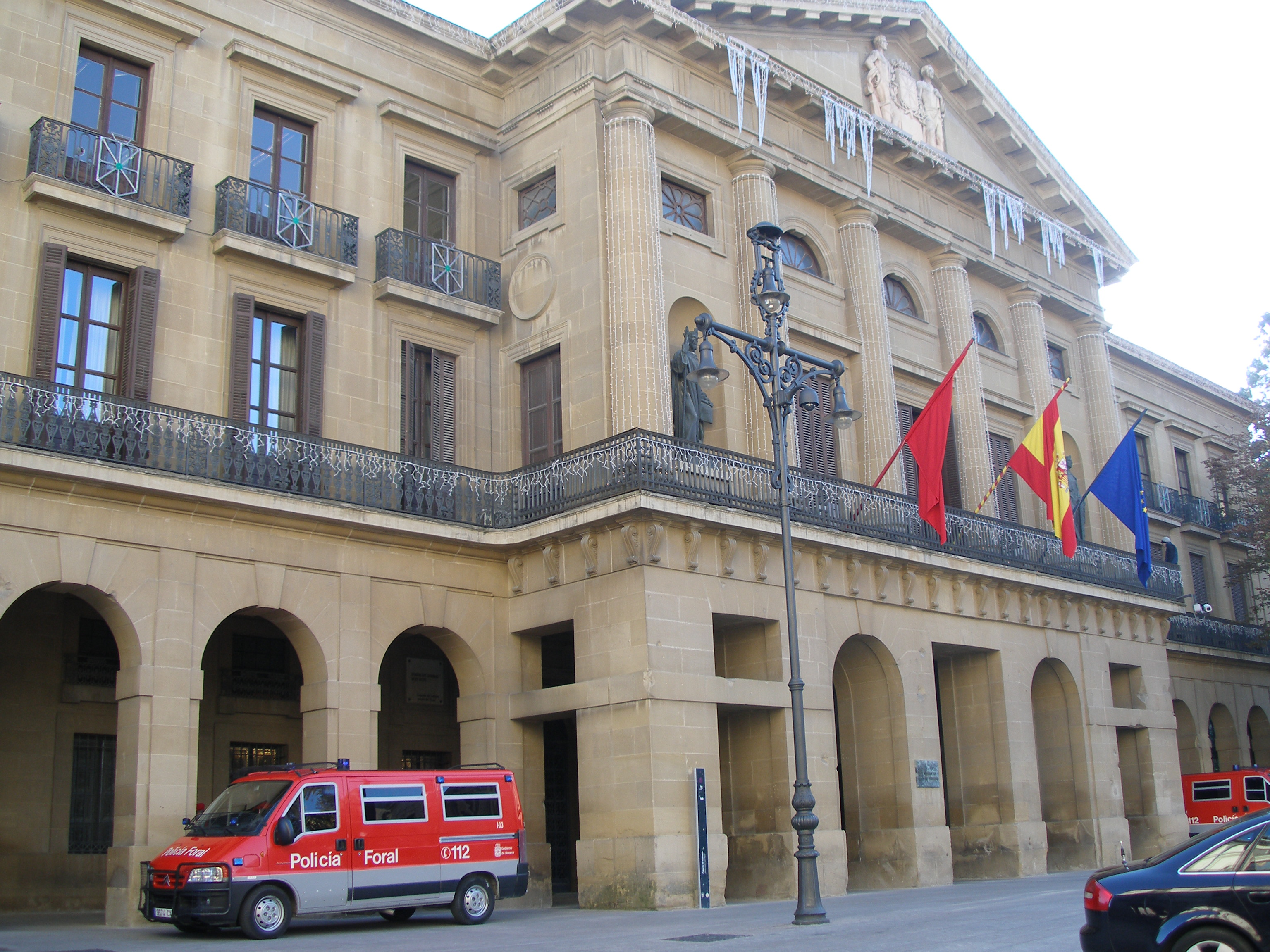
Vehicle de la Policía Foral al Palau de Navarra

La Policía Foral de Navarra (Nafarroako Foruzaingoa en èuscar) és un cos de seguretat creat per la Diputació Foral de Navarra el 1929.
Inicialment s'anomenà Policía de Carreteras i es dedicava únicament al control del trànsit per les carreteres, que històricament eren competència de la diputació. El 1964 va canviar el nom per l'actual de Policía Foral, i va passar a protegir els edificis de la diputació, i a partir del 1982 va augmentar les seves competències.
L'any 2019 tenia 1.090 membres.

## Graus
Nivell A
- Cap de la Policía Foral
- Comissari Principal
- Comissari

Nivell B
- Inspector
- Sotsinspector

Nivell C
- Caporal
- Policía